# 维桑
维桑（法語：Visan，法語發音：[vizɑ̃]）是法国普罗旺斯-阿尔卑斯-蓝色海岸大区沃克吕兹省的一个市镇，属于阿维尼翁区。

## 地理
维桑（44°18'53"N, 4°57'2"E）面积41.07 平方千米，位于法国普罗旺斯-阿尔卑斯-蓝色海岸大区沃克吕兹省，该省份为法国东南部内陆省份，北起德龙省，西北接阿尔代什省，西接加尔省，南至罗讷河口省，东南角与瓦尔省接壤，东临上普罗旺斯阿尔卑斯省。
与维桑接壤的市镇（或旧市镇、城区）包括：蒂莱特、拉博姆德特朗西特、布谢、埃格河畔圣莫里斯、万索布尔、里什朗什、瓦尔雷阿斯。

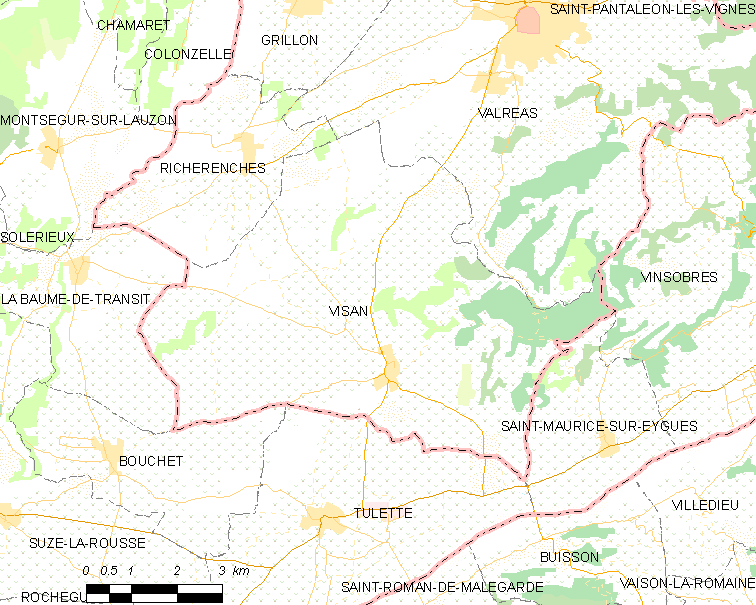
维桑的OSM定位图

维桑的时区为UTC+01:00、UTC+02:00（夏令时）。

## 行政
维桑的邮政编码为84820，INSEE市镇编码为84150。

## 政治
维桑所属的省级选区为瓦尔雷阿斯县。

## 人口

1962-2008年间维桑人口变化图示

维桑于2022年1月1日时的人口数量为1875人。